# カウボーイ作戦
カウボーイ作戦（カウボーイさくせん、英: Operation Cowboy）は、第二次世界大戦のヨーロッパ戦域末期である1945年4月28日に、ズデーテンラント帝国大管区ホストウニ (現在のチェコ共和国プルゼニ州ドマジュリツェ郡ホストウニ)で行われた軍事作戦である。
この作戦は、未だ戦闘を続けようとする武装親衛隊の抵抗を排除しつつ、現地にいたスペイン乗馬学校の貴重なリピッツァナー種の馬を迫り来るソ連赤軍から保護するために実施された。この作戦は、アメリカ陸軍、ドイツ軍、第1SSコサック騎兵師団の離反コサック、そして捕虜収容所から解放された連合国捕虜で構成された混成部隊により遂行された。これはイッター城の戦いとともに、第二次世界大戦中にアメリカ軍とドイツ軍が共闘した稀有な事例として知られている。

## 背景

### ホストウニの実験牧場
1938年にオーストリアがナチス・ドイツに併合された（アンシュルス）後、ウィーンのスペイン乗馬学校にいたリピッツァナーの繁殖用牝馬は、ドイツ支配下のチェコスロバキア・ホストウニにある実験牧場へ移された。これは、ナチスの優生思想に基づく「アーリアの馬」を作出しようという目的だった。スペイン乗馬学校の校長であったアロイス・ポドハスキーは、1936年のオリンピックの銅メダリストであり、馬場馬術の専門家だった。元々、ポドハスキーはオーストリア陸軍の大佐であり、1938年までに少佐の階級でドイツ陸軍へ編入されていた。
第二次世界大戦の最終段階、ホストウニは東から迫るソビエト赤軍の進撃路となっており、牧場のドイツ兵はロシア人に降伏することに消極的だった。一方、西に目を向ければ、ジョージ・パットン率いるアメリカ第3軍の第12軍団も牧場に向かって前進しており、プラハ解放を赤軍と競っていた。
絶望と飢餓から、難民たちが牧場を襲撃して肉用に馬を盗もうとしたため、現場の士気は既に最低の状況であった。ドイツ兵たちは不安の中、やがて赤軍がホストウニを掃討し、すぐに馬を屠殺して食料にするか、死ぬまで労役に就かせる時が来るのを待っていた。

### 救出計画

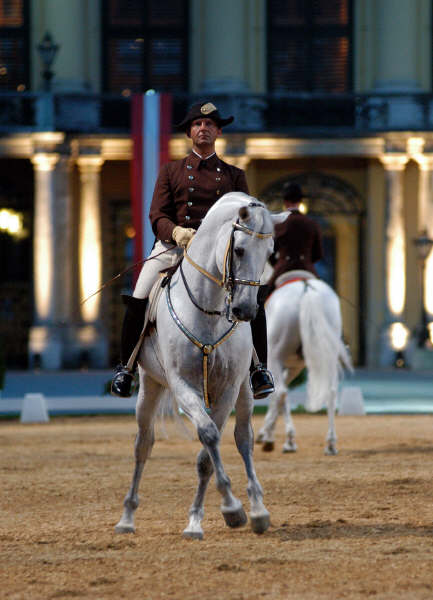
リピッツァナー。

フーベルト・ルドフスキー中佐が指揮する牧場のドイツ人獣医師は、赤軍がハンガリーに進撃した際、ハンガリー王立リピッツァナー・コレクション全体を破壊していたため、ロシア人が同様に自分たちの馬を殺すのではないかと恐れていた。牧場にいたドイツ空軍の情報部員ヴァルター・ホルタース中佐は、本来牧場の所属ではなく、燃料不足のためにそこに留まっていたに過ぎなかったが、前進するアメリカ軍との合意を手配しようとした。ホルタースは参謀将校でルドフスキーより先任だったが、貴重な馬を救うべきであるという点については意見が一致した。
連絡は、その地域で最も近くにいたアメリカ軍部隊、すなわち第2騎兵連隊第42騎兵偵察中隊に対して行われた。チャールズ・H・リード大佐が指揮する第2騎兵連隊は、その大胆な縦深攻撃で有名であり、部隊はドイツ軍の間で「パットン軍の亡霊」として知られていた。機械化部隊ではあったが、将校の多くは騎兵であり、機械化改編前には実際に騎馬部隊に所属していた。連絡を受けた彼らは、すぐにリピッツァナーの救出作戦を計画した。
パットンとポドハスキーの間で、馬の救出作戦について会議が行われたようである。ある情報筋は、ホルタースとリードの会談は偶発的なものではなく、4月26日以前に計画されていたと述べている。
この作戦は、複数の理由で簡単なものではなかった。第一に、チェコスロバキア国境のドイツ軍は合意の当事者ではなく、アメリカ軍がこの地域へ侵入することに抵抗する可能性が高かった。第二に、数百頭もの馬の多くが妊娠していた。そうでない残りの馬も、ほとんどが出産したばかりだった。さらに、チェコスロバキアはヤルタ会談の期間中、ソ連の勢力圏に位置していた。仮に、前進する赤軍が馬の救出前に牧場へ到着すれば、おそらく作戦に同意しないと考えられた。

### 戦闘経過
作戦に同意したパットンは、リピッツァナー救出のため任務部隊を速やかに編成するよう命令を出したが、利用可能な兵力は不足していた。作戦に割り当てることができたのは、 M8装輪装甲車、 M8自走砲、2両のM24軽戦車、および325名の歩兵から成る小規模な2個騎兵偵察部隊だった。任務部隊はロバート・P・アンドリュース少佐が指揮した。牧場までの道は20マイル (32 km)あり、まだドイツ占領地域の中だった。戦力不足とはいえ、2個装甲師団を含む数千名規模のドイツ軍部隊が存在していた。その中には、数日後にパッサウで降伏する第11装甲師団も含まれていた。
第12軍団による支援砲撃の下、国境でドイツ軍の防衛線を突破した後、アンドリュース率いる任務部隊は牧場を確保することができた。到着後、アンドリュースは馬を避難させる任務に直面した。馬の数が任務部隊の兵員数を上回っていたため、アンドリュースは、周辺地域の捕虜収容所から解放されたイギリス兵、ニュージーランド兵、フランス兵、ポーランド兵、セルビア人兵を含む多数の連合国捕虜を編入した。それに留まらずアンドリュースは、捕虜にしていたドイツ陸軍とドイツ空軍の兵士たちにも武器を提供した。彼はまた、ロシアの反共主義コサックであるアマソフ公の助けも受け入れた。アマソフは、第1SSコサック騎兵師団を脱走し、その地域にいたコサック騎兵の小部隊を率いていた。
牧場に到着した後、リードは妊娠中の馬と生まれたばかりの子馬を移動させるための車両を探した。一方、アンドリュースは、任務部隊を副官のトーマス・M・スチュワート大尉に任せた。牧場から撤退する前に、混成部隊は武装親衛隊の歩兵に2度攻撃された。数名の死傷者が出たものの、どちらの攻撃も撃退された。SS部隊は更なる損失を被り、最終的に撤退した。その直後、「スチュワート外人部隊」は馬を避難させることに成功した。数頭の馬には兵員が騎乗し、残りは群れを成して、赤軍の先鋒部隊であるT-34が視界に現れたのとちょうど同じタイミングで去っていった。赤軍部隊は撤退を妨害しなかった。作戦は、全ての馬が国境近くでトラックに積み込まれ、米軍側戦線の後方へ移送されたことをもって完了した。

## 余波

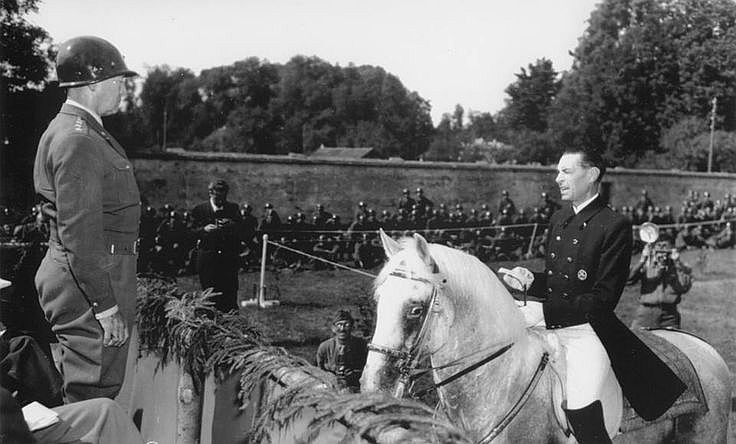
リピッツァナーによる馬場馬術の展示後、パットンと相対するポドハスキー。1945年5月7日撮影。

実験牧場が米軍に占領された後、熱心な騎手であったパットンとウォルトン・ウォーカー少将は、リピッツァナーの白馬によるデモンストレーションを依頼した。1945年5月7日にザンクト・マルティンで行われた馬場馬術展示の終わりに、ポドハスキーはパットンの前で馬を止め敬礼した。未確認の情報によると、オリンピック選手であった経験を持つパットンと、1936年夏季オリンピックの銅メダリストであるポドハスキーは、第二次世界大戦前に様々な競技会や馬術種目を通じて知り合いであったという。1945年4月、ポドハスキーとパットンの間で会談が行われ、ポドハスキーは、特に戦後の不確実な時期にスペイン乗馬学校の保護を求め、残りの馬の救出について話し合い、その後合意した。
第二次世界大戦後、ピベル育種場のほぼ全てのリピッツァナーと、合計215頭のリピッツァナーがポドハスキーとスペイン乗馬学校に返還された。
ウォルト・ディズニーが製作した1963年の戦争映画『第二次世界大戦秘話 白馬奪回作戦』（原題：Miracle of the White Stallions）は、カウボーイ作戦を基に脚色したものである。ポドハスキーは、同映画の原作となった戦後の回想録『我が踊る白馬』（Meine tanzenden weißen Pferde）の中でこれらの出来事を描写している。
1982年、駐米オーストリア大使トーマス・クレスティルとオーストリア連邦産業院会頭ルドルフ・サリンゲルが、アメリカ大統領ロナルド・レーガンにリピッツァナーを贈った。
2015年5月23日、ホストウニはカウボーイ作戦70周年と、1915年に設立されたホストウニ種牡馬牧場100周年を祝った。